# MS 明朝
ＭＳ 明朝（エムエス みんちょう (書体名は全角; 後述)）は、Microsoft Windowsの日本語版に標準で搭載されている明朝体の和文フォント。書体名の詳細については書体名に関する注意を参照。
リョービイマジクス製作の字母をもとに、リコーが作成した。「ＭＳ 明朝」の販売権はマイクロソフトに譲渡されているが、リコーはこれに相当するフォントを取り扱っている。

## 種類
※括弧内は英語名。
ＭＳ 明朝 (MS Mincho)
ＭＳ 明朝の基本となる等幅フォント。リョービイマジクスが写真植字向けに制作した明朝体の字母（本明朝-L）を元にしている。Windows 3.1以降に搭載。リコーの「HG明朝L」に相当。
ＭＳ Ｐ明朝 (MS PMincho)
ＭＳ 明朝の字間を調整したプロポーショナルフォント。Windows 95以降に搭載。リコーの「HGP明朝L」に相当。
いずれも形式は TrueType アウトラインの OpenType フォントである。7, 8 dot (5, 6 pt)のビットマップフォント（仮名のみ）と、10, 12, 13, 14, 16, 18, 20 dot (7.5, 9, 10, 10.5, 12, 13.5, 15 pt)のビットマップフォントが収録されている。

## Windows 以外の環境での使用
マイクロソフトから有償販売されている。

## バージョン

### 1.0
- Windows 3.1に標準搭載されているバージョン（1992年）[2]。JIS X 0201、JIS X 0208、NEC特殊文字、NEC選定IBM拡張文字、IBM拡張文字が収録されている[2]。

### 2.00
- Windows 95に標準搭載されているバージョン（1995年）[2]。「ＭＳ Ｐ明朝」が追加された[2]。
- 基本的にJIS90の字体であるが、「叉」や「釜」などの筆押さえは無い字形を採用しており、「燿」が人名用漢字の字体とは異なるJIS78字形の旧字体になっている。
- U+663B（昻、本来は日の下に卭）は、Microsoftコードページ932で0xFAD0に対応しているため、U+6602（昂、日の下に卬）と同じ字形になっている。
- Microsoftコードページ932に対応するため、Unicode符号がUnicode Consortiumで配布されている変換表と異なるものがある。たとえばJISの1区33点の波ダッシュがU+301CでなくU+FF5E、1区29点のEMダッシュがU+2014でなくU+2015となっている。
- U+005Cは本来バックスラッシュであるが、このコードポイントはJIS X 0201の0x5Cに対応する円記号になっている。

### 2.31
- Windows 98、Me、2000、XPに標準搭載されているバージョン（1998年）[2]。JIS X 0212の文字が追加された[2]。非漢字もダイアクリティカルマーク付きアルファベットやいくつかの記号が追加されている。
- 「遧」のようにIBM拡張文字とJIS X 0212とで字体が異なるがUnicode符号で包摂されているものについてはJIS X 0212の字体を優先してJIS X 0212の字体に変更された。
- JIS1区33点に対応するU+301Cにも追加されたが、Unicodeの例示字形どおり下がって上がる波ダッシュになっている。
- 追加非漢字の多く（ダイアクリティカルマーク付きアルファベットや斜め矢印等）は文字幅が半角になっている。
- Unicodeの14,965文字が収録されている（縦書き文字を除く）[3]。
- HG明朝Lのバージョン4.80に相当。

### 2.50
- JIS X0213:2004の文字を追加したが、JIS2004で字体が変更された文字はJIS2004の字体ではなくJIS90の字体のバージョン。2.3のバグ修正も行われている。
- JIS2004による字体変更ではないが、表外漢字字体表に含まれてもいない表外字の字体が一部変更された（「僲」や「嫚」など）[5]。このため同名のフォントであるが過去のフォントとは一部字体が異なっている。
- 「燿」が人名用漢字の字形に変更された。
- 「﨤」や「鬭」などIBM拡張文字やJIS X 0212と字体が異なるがUnicodeで包摂されているものはJIS X 0213の字体を優先してJIS X 0213の字体に変更された。
- U+663B が Unicode 規格に沿った字形（日の下に卭）に変更された。
- 当該漢字以外の漢字や、一部ギリシャ文字、その他にもデザインの変更がなされた。
  - このうち半角数字の「2」の10 ptでのビットマップフォントの形が変わったが、ＭＳ ゴシックと違い不満はあまり見かけない[要出典]。
  - U+301Cの波ダッシュが上がって下がる一般的な波ダッシュに変更された。ただし、ビットマップは持たないため、U+FF5Eとは小さいサイズで表示が異なる。
- バージョン2.5と5.0で字体が異なるのはマイクロソフトによると122字のみである[6]。
  - JIS X 0213:2004の例示字体が変更されたのは168字であるがその中には「叉」や「釜」等の筆押さえを取ったものや、「蟹」「楯」など一見しただけでは判別出来ないような微妙な変更のものがある。これらについては変更していない為、46字少ない122字となっている（筆押さえについては以前から無い形を採用していた）。
- JIS X 0208外の漢字でも、表外漢字字体表にあるもの（「鷗」「禱」など）はビットマップが追加された。
- 今まで9pt（12dot）と同じものだった10pt（13dot）のビットマップが新たに書き起こされた[3]。
- Windows Vistaで、過去のWindowsと互換性を保つために用いるためのもの。
- 後述するバージョン5.0と違い、2.5ではOpenTypeの字体切替でJIS X 0213:2004とJIS X 0208の字形を切り替えることはできない。
- バーツ記号（฿、U+0E3F）など、U+20A0-U+20CFの通貨記号ブロック以外にある通貨記号が何文字か追加された。
- 16,050文字が収録されている[3]。

### 5.00
- Windows Vistaでは標準搭載[2]、Windows XP向けにはService Pack 2以降を対象としてMicrosoftのサイトで公開された。
- JIS X0213:2004による字体変更に対応。このため同名のフォントであるが過去のフォントとは一部字体が異なっている[7]。
- 当該漢字以外の漢字や、一部ギリシャ文字、その他にもデザインの変更がなされた。
- JIS X 0213:2004による字体変更された字については、旧来のJIS X 0208の字体も収録されている。ただし、OpenTypeの字体切替を利用しなければならない。
- HG明朝Lのバージョン5.00に相当[3]。

注
ここでは 2.3 から 5.0 の差異のうち 2.3 から 2.5 の差異は 2.5 のところに記し、重複させていない。

### 5.01
- Windows 7に標準搭載（2009年）[2]。
- 4文字が変更された[3]。
- HG明朝Lのバージョン5.01に相当[3]。

### 5.02
- Microsoft Office 2008 for Mac 同梱[3]。

### 5.10
- Windows 8に標準搭載（2012年）[2]。
- JIS X 0213:2004による字体変更された字のJIS X 0208字体がOpenTypeの字体切替に加え異体字セレクタで切り替え可能になり、Unicode対応でサロゲートペアにも対応していてテキスト描画にUniscribeを利用するアプリケーションならほとんどのアプリケーションでJIS X 0208字体が使用可能になった。
- ARIB外字の囲み文字や組文字、𠮷（土吉、U+20BB7）など人名等で使われる異体字が数文字追加された。
- 16,125文字が収録されている[3]。
- HG明朝Lのバージョン5.10mに相当するが、このバージョンで追加された文字のうち77字の字形が少し異なる[3]。

### 5.11
- Windows 10に標準搭載[3]。
- HG明朝Lのバージョン 5.11m に相当するが、これにはＭＳ 明朝には含まれていないMacJapanese用の9文字（「℻」「⇵」「⬅」「⬆」「⬇」「🄀」「大⃝」「小⃝」「控⃝」）が含まれる[3]。

### 5.30
- Windows 10の2019年5月に公開された令和対応更新プログラムでインストールされる。
- ㋿（「令和」の合字、U+32FF）が追加され、収録文字数は16,126字となった[3]。
- HG明朝Lのバージョン 5.30m1 に相当[3]するが、「㋿」の字形が少し異なる[3]。

## 書体名に関する注意
日本語名の「ＭＳ」および「Ｐ」は正確には全角でＭＳの後には半角の空白が入り、Ｐの後に空白は入らない（ＭＳ 明朝、ＭＳ Ｐ明朝）。日本語名と別に英語名 (MS Mincho, MS PMincho) があり、英語版ソフトウェアから指定する場合や、CSS中での指定の際に文字化け対策として使用できるが、Operaなど一部のウェブブラウザではCSS中での英語名指定に対応しておらず逆に文字化けの原因となる場合がある。